# Parville
Parville település Franciaországban, Eure megyében. Lakosainak száma 288 fő (2022. január 1.). Parville Caugé, Évreux, Gauville-la-Campagne és Saint-Sébastien-de-Morsent községekkel határos.

## Népesség
A település népességének változása:
| Lakosok száma | 212  | 311  | 340  | 287  | 298  | 314  | 308  | 292  | 291  | 288  |
|               | 1968 | 1982 | 1990 | 2006 | 2013 | 2015 | 2017 | 2019 | 2020 | 2022 |